# Onuphis amoureuxi
Onuphis amoureuxi är en ringmaskart som först beskrevs av Andre Intes och Le Leouff 1975.  Onuphis amoureuxi ingår i släktet Onuphis och familjen Onuphidae. Inga underarter finns listade i Catalogue of Life.